# Кодикология
Кодикологията (от лат. codex – на бълг. кодекс) е историко-филологическа приложна наука за ръкописите, използваните материали (например папирус, пергамент, хартия, водни знаци, подвързия и др.), както и тяхното писмо, колофони, украса (миниатюри и др.). Кодикологията е тясно свързана с палеографията.